# Scolopostoma prionoplax
Scolopostoma prionoplax är en kräftdjursart. Scolopostoma prionoplax ingår i släktet Scolopostoma och familjen Lysianassidae. Inga underarter finns listade i Catalogue of Life.